# Варшавская битва (1656)
Варшавская битва (польск. Bitwa pod Warszawą) — трёхдневная битва 18 (28) июля — 20 (30) июля 1656 года, в котором армия Речи Посполитой в союзе с Крымским ханством противостояла вторгшимся в Польшу шведско-бранденбургским войскам (данное вторжение вошло в польскую историографию под именем «Шведский потоп»). 
Результатом битвы стало поражение превосходящих сил поляков и крымских татар, занятие и разорение Варшавы шведами и бранденбуржцами. По численности войск, принимавших участие в битве, она стала одной из крупнейших битв Северной войны 1655—1660.

## Предыстория
Польско-литовские силы под командованием короля Яна II Казимира располагали около 40 тысячами человек, из них около 4500 пехоты, остальные относились к кавалерии. Армия Швеции и Бранденбурга под предводительством короля Карла X Густава и курфюрста Фридриха Вильгельма I состояла из 18 тысяч человек. После высадки на побережье близ Данцига она двинулась на юг в сторону Варшавы. В её состав входили 12 500 кавалеристов и 5500 пехотинцев, что было несколько необычным, поскольку шведы, как правило, делали ставку на свою отличную пехоту. Одновременно Ян II Казимир с армией переправился через Вислу и встретил шведов на правом берегу в 5 километрах от варшавского предместья Прага, возле деревни Брудно.

## Ход битвы

### Первый день
Первый день сражения начался с конвенционального фронтального нападения шведов и бранденбургцев, которое поляки смогли отразить. Свободное пространство между расположенным с востока лесом Бялоленка и расположенной с запада Вислой было слишком малым, что помешало шведской и бранденбургской пехоте выстроить эффективную стрелковую линию. Кроме того, польско-литовские солдаты предварительно выкопали шанцы перед своими позициями, создав труднопреодолимую оборонительную линию.

### Второй день

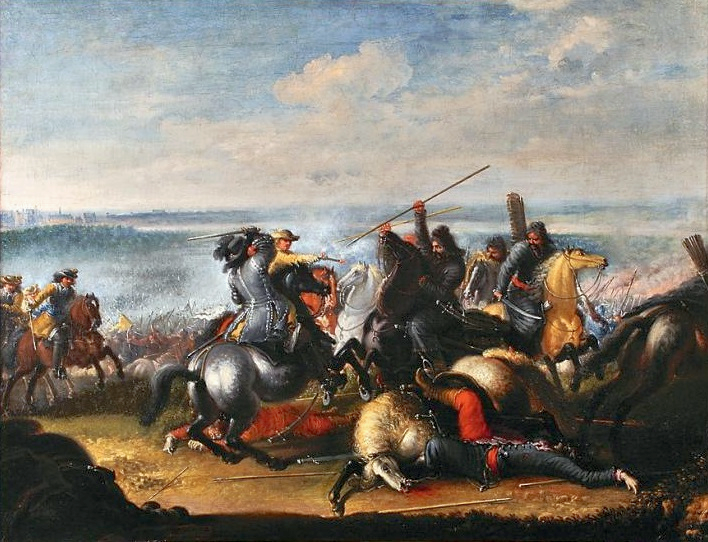
Шведский король Карл X Густав в битве с татарами

На второй день Фридрих Вильгельм лично возглавил разведывательную миссию и заметил небольшой холм около леса, с вершины которого можно было видеть весь Бялоленкский лес. Холм также предоставлял отличную позицию для установки артиллерии. Поэтому по приказу Фридриха Вильгельма бранденбургская пехота и драгуны атаковали холм и заняли его. Последовавшие попытки поляков отбить холм у бранденбургцев не увенчались успехом.
После этого крайне мобильная шведская кавалерия предприняла смелый манёвр, незаметно обойдя Бялоленкский лес и неожиданно появившись на правом польском фланге. Новая ситуация свела на нет полезность польских укреплений, а контратака польской кавалерии оказалась недостаточно сильной, чтобы прорвать шведские линии. В конечном итоге некоординированные атаки поляков в течение ночи ослабли и прекратились.

### Третий день
На третий день польско-литовские войска потерпели окончательное поражение. Бранденбургский генерал Отто фон Шпарр на протяжении нескольких часов обстреливал артиллерией польские позиции и атаковал пикинёрами уже деморализованные и дезорганизованные польско-литовские войска. Кавалерийская атака с правого фланга прорвала польские линии, после чего армия Яна II Казимира начала отступление. Король решил, что битва проиграна, и отвёл войска по единственному мосту на другой берег Вислы.

## Последствия
На улицах Варшавы шведы и бранденбуржцы провели победный парад, однако уже вскоре были вынуждены покинуть город, не будучи в состоянии его удержать. Поражение польского короля заставило его заключить Велявско-Быдгощский трактат, уступить и передать суверенитет над герцогством Пруссия Бранденбургу, а в ответ заключить альянс с Бранденбургом против шведов.